# STiNE
STiNE (Akronym für Studien-Infonetz) ist das Hochschulinformationssystem der Universität Hamburg. Es handelt sich um eine für die Uni Hamburg angepasste Version des proprietären CampusNet der Datenlotsen GmbH. Sie zählt mit 20.000 bis 90.000 (zu Spitzenzeiten) Anmeldungen zu den meistgenutzten Webanwendungen der Universität. Die Universität Hamburg war nach der FU Berlin Vorreiter bei der Digitalisierung des gesamten Studienalltags. Es sollten die vom Gesetzgeber vorgeschriebenen Vorgaben des Bologna-Prozesses umgesetzt und gleichzeitig der Verwaltungsaufwand reduziert werden.

## Geschichte
Ziel des Projekts war es mit einer campusweit integrierten Software die sehr heterogene IT-Landschaft zu konsolidieren. Anfang 2005 wurde die Projektgruppe „Virtueller Campus“ unter Beteiligung des Rechenzentrums, der Verwaltung und der Fakultäten der Universität Hamburg gegründet, um das Projekt zu koordinieren. Nach einer intensiven Prüfungsphase und Workshops fiel die Wahl im Februar 2005 auf CampusNet des Hamburger IT-Dienstleisters Datenlotsen Informationssysteme GmbH. Die Einführung wurde von der Behörde für Wissenschaft und Forschung unterstützt. Ab dem Wintersemester 2006/07 ging STiNE online.
2008 wurde ein Vertrag über das einheitliche Management aller staatlichen Hamburger Hochschulen abgeschlossen. Die Wahl fiel auf das CampusNet, mit welchem die Universität Hamburg bereits seit 2006 experimentierte. Zusammen mit der Hochschule für Angewandte Wissenschaften Hamburg (HAW Hamburg), der HafenCity Universität Hamburg (HCU), der Hochschule für bildende Künste (HFBK) und der Hochschule für Musik und Theater (HfMT) wurden gemeinsam Softwarelizenzen beschafft.
Der Fachschaftsrat Informatik der Uni Hamburg kritisierte das Projekt stark und bemängelte Fehler in der Planungs- und Entwicklungsphase. Zudem kam es zum Produktivstart aufgrund schlechter Skalierbarkeit zum Totalausfall des Systems.  Während der schleppend verlaufenden Fehlerbehebung durch den Anbieter wurden von den Studenten immer wieder neue technische Mängel entdeckt. So war es über einfaches Cross-Site-Scripting möglich sich alle STiNE Accounts nach Statusgruppen anzuzeigen. Erst nach der Drohung der Informatikstudenten die Sicherheitslücken zu veröffentlichen, wurden von dem Anbieter große Mängel im Datenschutz beseitigt. Als Alternative schlugen die Studenten eine Inhouse-Vergabe vor oder zusammen mit anderen Universitäten ein freies und quelloffenes System zu entwickeln.
Die hohe technische Komplexität des Systems und die andauernden Dienstunterbrechungen durch Wartungsarbeiten zehrte an den Nerven der Studenten. Das System sorgte für massive Kommunikationsprobleme bei teilnehmerbeschränkten Vorlesungen, da die Kapazitätsplanung nicht ordnungsgemäß funktionierte. Weil die gesamte Struktur von STiNE für das moderne Bachelor/Master-System ausgelegt war, wurde die Verwaltung der verbliebenen Diplomstudenten zunehmend problematischer.
Der akademische Senat reagierte daraufhin und die Fachbereiche hoben die verpflichtende Modulanmeldung zum Teil auf, nachdem einige Studenten der Universität mit zivilrechtlichen Klagen gedroht hatten. Um der Universitätsleitung, dem Regionalen Rechenzentrum und der ortsansässigen Datenlotsen Informationssysteme GmbH unter die Arme zu greifen, koordinierte und kanalisierte der Fachschaftsrat Rechtswissenschaften die Beschwerdefälle. Schnell wurde klar, dass eine professionelle Hotline eingerichtet werden musste, um die zahlreichen Anfragen zeitnah zu bearbeiten.
CampusGRÜN bemängelte, dass Jahre nach dem Projektstart das von der Universität beschaffte Produkt die Anforderungen nicht erfüllt. Kritisiert wurde die mangelhafte Transparenz, Bedienbarkeit, die weiterhin schlechte Verfügbarkeit und fehlende Barrierefreiheit. Der ehemalige Vizepräsident Holger Fischer verteidigte das System. Es habe lediglich die Komplexität und Vielfalt in der Organisation von Bildung und Lehre aufgezeigt. Als Konsequenz wurden hierfür Studienbüros eingerichtet.
Seit 2016 existiert sowohl im App Store (iOS) als auch im Google Play Store eine Version für mobile Anwender auf der Basis von CampusNet Mobile. Der Funktionsumfang umfasst eine Veranstaltungsübersicht, Einsicht / Download von Kursmaterial, eine Prüfungsliste, die Möglichkeit des Nachrichtenempfang und -versand, einen Terminkalender, Speisepläne und Neuigkeiten.